# جيانيس كالامبوكيس
جيانيس كالامبوكيس (باليونانية: Γιάννης Καλαμπόκης)‏ مواليد 15 أغسطس 1978 في اليونان، بيريستيري، هو مدرب كرة سلة يوناني ولاعب سابق. بدأ مسيرته الاحترافية في سنة 1999. يدرب نادي بانيونيس لكرة السلة. يبلغ طوله 6 قدم 5 بوصة (2.0 م). حقق المركز الثالث في بطولة أمم أوروبا لكرة السلة 2009. اعتزل اللعب في 2016.

## المسيرة الاحترافية
لعب مع نادي أولمبياكوس لكرة السلة من سنة 2003 إلى 2005، ثم لعب مع نادي إيه إي كي لكرة السلة في موسم 2005–2006، ثم لعب مع نادي بانيونيس لكرة السلة من سنة 2007 إلى 2009، ثم لعب مع تريفيزو لكرة السلة في الدوري الإيطالي في سنة 2009، ثم لعب مع نادي بانيونيوس في موسم 2009–2010، ثم لعب مع ألبا برلين في الدوري الألماني في سنة 2012.

## الإنجازات
- بطولة أمم أوروبا لكرة السلة 2009:  برونزية

## روابط خارجية
- جيانيس كالامبوكيس على موقع الاتحاد الدولي لكرة السلة (الإنجليزية)
- جيانيس كالامبوكيس على موقع الدوري الأوروبي لكرة السلة (الإنجليزية)
- جيانيس كالامبوكيس على موقع كرة السلة الأوروبية.كوم (الإنجليزية)
- جيانيس كالامبوكيس على موقع DraftExpress.com (الإنجليزية)
- جيانيس كالامبوكيس على موقع ريلجم (الإنجليزية)
- جيانيس كالامبوكيس على موقع بروبوليرز (الإنجليزية)
- جيانيس كالامبوكيس على موقع سبورتس رفرنس (الإنجليزية)